# .357 Magnum

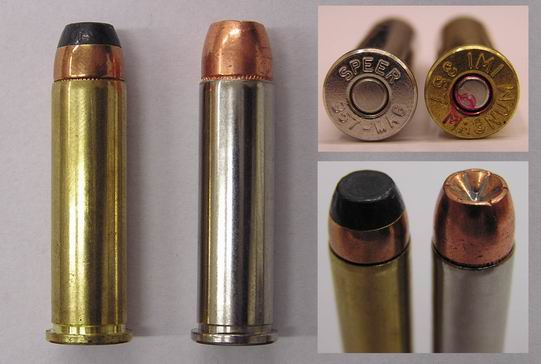
Cartucho calibre .357 Magnum

O termo .357 Magnum , .357 S&W Magnum ou 9×33 mmR refere-se a um calibre de revólver criado por uma equipe de desenvolvimento da empresa armeira Smith & Wesson em 1934, formada por Elmer Keith, Phillip B. Sharpe, e pelo Coronel D. B. Wesson. Foi com este calibre que se deu início à era das munições Magnum, basicamente versões potenciadas de calibres existentes, provados e comprovados. 

## Características
O conceito magnum tem por base os então recentes estudos sobre aquilo a que designamos por balística terminal, ou concretamente, o efeito gerado pelo projéctil no corpo alvo, humano ou animal. De acordo com essa teoria, munições com maior energia cinética provocariam o efeito de choque hidrostatico, que se pode descrever sucintamente como sendo a propagação das ondas de choque ao longo da zona de impacto causando no seu caminho danos nos tecidos.
Uma vez que este efeito pode deter o alvo mesmo quando atingido numa zona não vital, está associado ao conceito de poder de parada que define a capacidade que um projéctil de um determinado calibre tem de deter um alvo. O .357 Magnum é considerado ainda hoje como a referência no tocante a poder de parada, face à qual todos os calibres de alta potência são comparados.
O calibre em questão nasceu como resposta a calibres de armas semiautomáticas que se tinham vindo a impôr, mais concretamente os diversos .38 da Colt, em especial o .38 super automatica, consideravelmente mais potente que o .38 Special da S&W.
Muita coisa se tem dito sobre este desenvolvimento, contudo convém lembrar que estamos a falar de uma das primeiras "guerras de calibres" e que muito do que foi dito se trata de pura propaganda.
O .357 Magnum é basicamente o resultado de se carregar o .38 Special de base, com cargas progressivamente mais fortes, aumentando assim o nível de pressão pneumática. Seleccionando então projécteis de massa adequada de forma a aproveitarem ao máximo essa superior pressão, chegamos aos valores de referência deste calibre.
Nos testes preliminares verificou-se que a sobre-pressão podia provocar a rutura de canos desenhados especificamente para o .38 Special. Para evitar este risco o invólucro metálico foi prolongado em cerca de 1/8 de polegada, impedindo o seu uso em armas não preparadas. Daqui resultou, como sucede ainda hoje, que se bem que se possa carrega uma arma .357 Magnum com munições .38 Special, não se pode carregar uma arma .38 Special com munições .357 Magnum. Acresce que a possibilidade de se carregar um revólver magnum com a mais econômica munição .38 é uma vantagem assinalável e muito apreciada pelas forças policiais que usam este calibre. É assim possível treinar com munições .38 e continuar a usar a mais potente .357 Magnum no serviço ativo.
Uma das particularidades do projéctil é a sua ponta oca que aumenta consideravelmente o poder de parada enquanto reduz o perigoso poder de transfixação (perfuração através do alvo podendo atingir alguém que esteja após o alvo primário). Isto não deve ser compreendido que o .357 Magnum não transfixa diversos anteparos. Entretanto, o uso de tal calibre, se pudesse ser praticado com projéteis ogival jaquetado tornaria impraticável o seu uso em meio urbano.

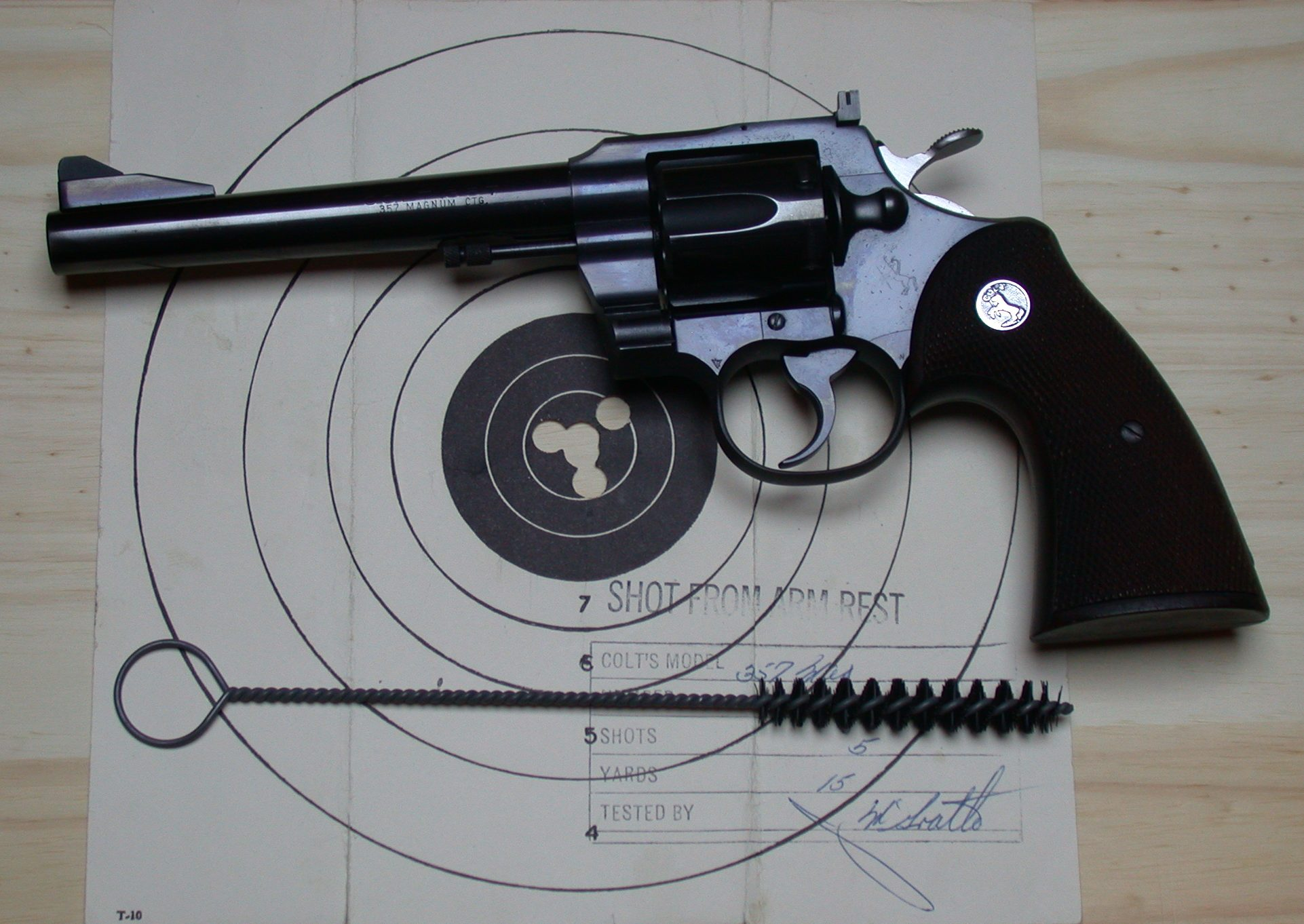
A famosa Colt 357.

Para defesa pessoal, sem o objetivo necessário de efeito letal contra o agressor, uma pistola semiautomática num calibre menor como o 9mm Parabellum, apesar do maior número de munições, não necessariamente é mais eficiente do que um revólver .357 Magnum. Com um menor poder de parada, seriam necessários diversos disparos de uma 9mm para deter um homem atingido em região não letal do corpo humano, contudo em uma região não letal um único impacto de um .357 Magnum poderá produzir o efeito de parar um agressor. Para o objetivo proposto, o número de munições e a capacidade de transfixação podem não ser características superiores quando se trata de defesa pessoal do cidadão civil. Nestes termos, um revolver neste calibre é necessariamente uma arma superior.
Em seu desfavor, tratando-se de defesa pessoal o recuo que promove esse tipo de calibre requererá alguma perícia de forma a dominar sua arma de alta potência. Porém, para um utilizador devidamente treinado, o calibre cumpre com o ideal de arma de defesa que é conseguir imobilizar um agressor com um só disparo e desejavelmente evitando a morte do mesmo.
Ainda que existam calibres mais poderosos, como o seu descendente, o .44 Magnum, na prática o .357 Magnum ainda é o melhor compromisso entre potência e precisão. Por estes fatores o 357 Magnum ainda é considerado por muitos especialistas a arma ideal para defesa pessoal e mesmo para o uso policial.
Devendo ser salientado que o conceito de calibre policial foi-se alterando gradativamente para o calibre .40 posto que detém um parecido poder de parada com o diferencial de agregar um carregador com maior número de munição e facilidade de recarga.

## Desenvolvimento
O calibre .357 Magnum foi desenvolvido entre o início e meados da década de 1930 por Elmer Keith, Phillip Sharpe e a empresa Smith & Wesson numa resposta direta ao .38 Super Automatic da fábrica Colt, sendo introduzido no mercado em 1934.
Naquele tempo , o .38 Colt Super Automatic era o único cartucho de pistola capaz de atravessar a chapa de automóveis e os primeiros coletes balísticos que começaram a surgir a seguir à Primeira Guerra Mundial. Testes feitos na época revelaram que esses primeiros coletes resistiam a qualquer cartucho de arma curta com velocidade inferior a 1000 pés/s. O .38 Super Automatic da Colt ultrapassava ligeiramente esta velocidade. 
Como resposta à munição da sua grande rival, a S&W desenvolveu o .357 Magnum.
O novo cartucho foi desenvolvido a partir do .38 Special, incrementando progressivamente a carga de propulsão por uma lado e o peso do projéctil por outro.
Por razões de segurança aumentou-se o comprimento do estojo em 1/8 de polegada (3,175 mm), impedindo que armas desenhadas para o mais fraco .38 fossem municiadas com o novo calibre magnum o que poderia provocar a ruptura do cano, ou do tambor.
O .357 Magnum inspirou a criação de outros calibres como o .357 Maximum, que foi introduzido em 1983, e o .357 SIG.

## Dados Balísticos
- Winchester projétil de 125 grains (8.1 g) jaquetado ponta oca = 1450 pés/s (440 m/s), 583 libras.pé (790 J)
- Winchester projétil de 158 grains (10.2 g) jaquetado ponta oca = 1235 pés/s (375 m/s), 535 libras.pé (725 J)

## Referência Bibliográfica
- Federal Cartridge Co. ballistics page
- Scientific Evidence for Hydrostatic Shock http://arxiv.org/ftp/arxiv/papers/0803/0803.3051.pdf
- OLIVEIRA, João Alexandre Voss de; GOMES, Gérson Dias e FLORES, Érico Marcelo. Tiro de Combate Policial. 2ª Edição, 2000.